# Bonfim Paulista
Bonfim Paulista é um distrito do município brasileiro de Ribeirão Preto, sede da Região Metropolitana de Ribeirão Preto, no interior do estado de São Paulo.

## História

### Origem
As terras do atual distrito de Bonfim Paulista originaram-se do desmembramento da Fazenda Rio Pardo, de propriedade do português José Dias Campos, e da Fazenda Retiro do Ribeirão Preto Acima, de propriedade de Vicente José Dias.
Com o falecimento de Vicente, sua mulher vendeu as terras a José Borges da Costa Filho. Com a divisão da Fazenda Retiro em vários quinhões de terras, coube a Antônio Borges da Costa Sobrinho a posse das terras que abrangem o atual distrito.
O povoamento da região iniciou-se por volta dos anos 80 do século XIX, em função da cultura do café. Em 1883 a chegada dos trilhos da Companhia Mogiana de Estradas de Ferro na região impulsionou de maneira definitiva o crescimento do povoado.
Entre os anos de 1883 a 1885 o povoado era então conhecido por Viaduto, porque na linha original havia um grande viaduto ali perto, na Serra do Cantagalo. O viaduto do Cantagalo foi inaugurado em 1883, e em setembro deste mesmo ano passou por ele a primeira locomotiva da Mogiana.
Em 1891, o português Francisco Rodrigues dos Santos Bonfim, um dos condôminos da Fazenda Retiro do Ribeirão Preto Acima requereu a divisão judicial das terras. Considerado o fundador de Bonfim Paulista, doou a Igreja 10 mil metros quadrados para a construção da capela, um alqueire para construção do cemitério e mais meio alqueire de terra para a construção da estação ferroviária.
A estação foi inaugurada em 28/07/1892 com o nome de Viaduto, e a capela foi inaugurada dois anos depois (1894), em torno dos quais o povoado se desenvolveu, recebendo nesse ano a denominação de Vila Bonfim.
O povoado servia de entreposto às grandes fazendas cafeeiras ao seu redor e foi, aos poucos, se urbanizando. A Lei Municipal n. 22, de 18 de janeiro de 1897, transformou a Villa Bonfim em Distrito Municipal. Esta lei também definiu o território do distrito, fixou o lançamento do imposto predial, o estabelecimento do serviço de iluminação pública e a criação do cemitério municipal.

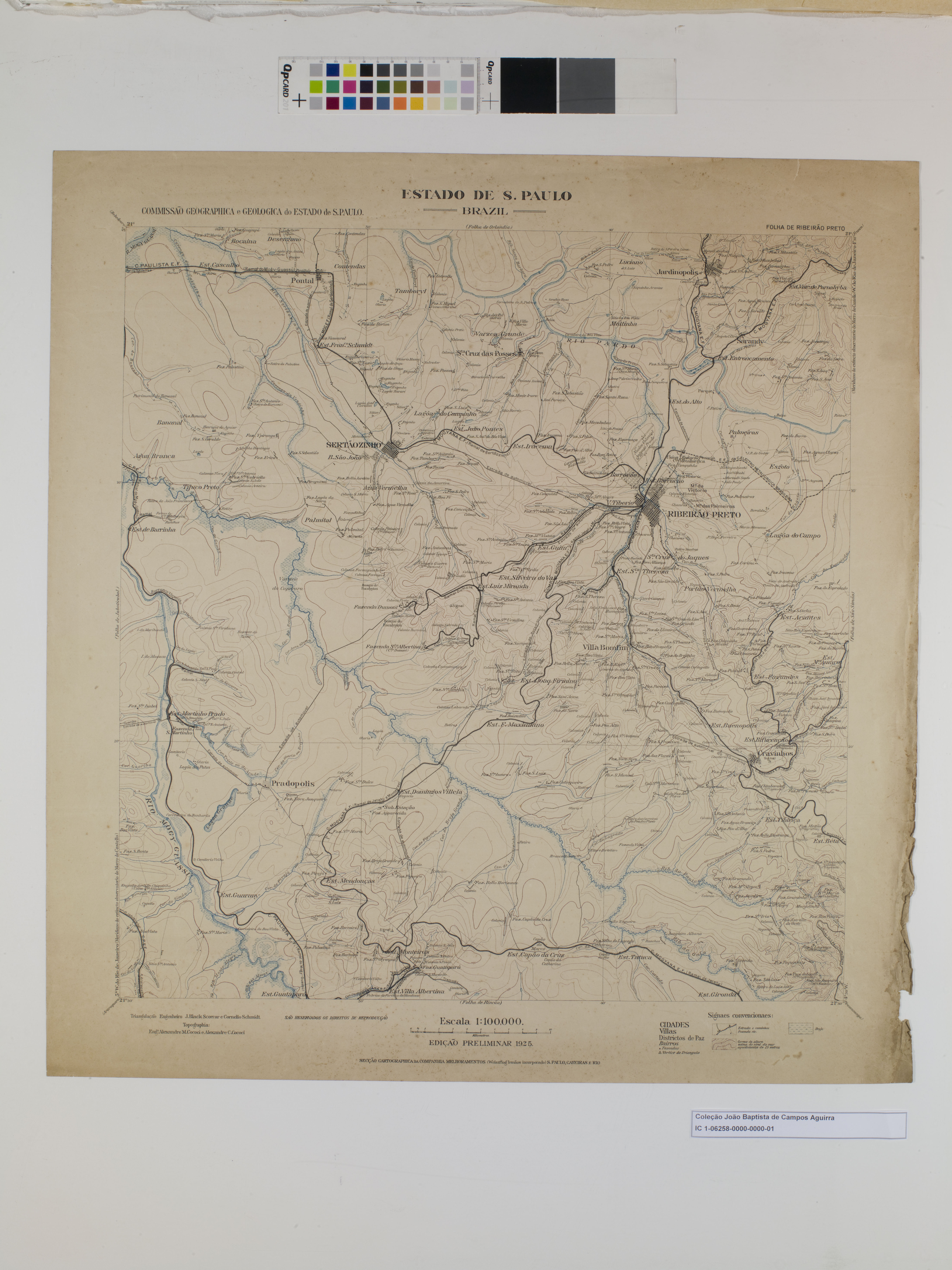
Planta da região de Ribeirão Preto, incluindo Vila Bonfim (1925).

Além dos trilhos da Mogiana, outra importante estrada passou a integrar o sistema viário do distrito, a Estrada de Rodagem São Paulo-Ribeirão Preto, inaugurada em 1924.
Com a crise do café de 1929, a atividade agrícola voltou-se para a produção de algodão, milho, amendoim, tomate e cana-de-açúcar. As grandes propriedades, desmembradas e vendidas, deram origem a sítios e chácaras produtoras de frutas.
Por volta da década de 30 a então Vila Bonfim era considerada um importante centro urbano de abastecimento para a população rural. Entre os anos de 1956 e 1958 uma nova avenida, ligando Ribeirão Preto à Bonfim Paulista a partir da Av. Presidente Vargas, é projetada e construída.
Assim como a chegada da ferrovia trouxe o desenvolvimento para Bonfim Paulista, a retificação no trecho Bento Quirino / Ribeirão Preto, com a estação ferroviária fechada em 01/05/1964 e os trilhos retirados, associado a construção da Via Anhanguera, distante da vila, prejudicaram as atividades de comércio local, mudando o curso da história do lugar, lançando Bonfim a uma espécie de ostracismo vivido até meados dos anos 70. 

### Fatos históricos
- Em 1897 são criados o cemitério municipal e o serviço de iluminação pública à querosene.
- Em 20 de dezembro de 1898 foi criada a Paróquia Senhor Bom Jesus do Bonfim.
- O cartório de registro civil de Vila Bonfim foi instalado em 12 de janeiro de 1903.
- Em 1904 é instalada a rede de abastecimento de água.
- Em 1906 foi construída a primeira escola. No mesmo ano foi inaugurada a subprefeitura, sendo José Luciano de Andrade o primeiro subprefeito.
- Também em 1906 foi instalado o primeiro centro telefônico.
- Em 1948 foram colocados paralelepípedos nas principais ruas do distrito.

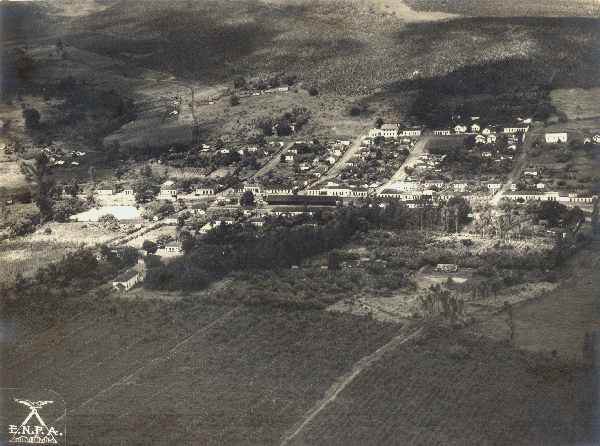
Vista aérea (década de 40).

### Toponímia
O nome do distrito origina-se do sobrenome do fazendeiro Francisco Rodrigues dos Santos Bonfim, considerado seu fundador.

### Formação administrativa
- Distrito policial de Vila Bonfim criado em 09/04/1895 no município de Ribeirão Preto[6].
- Distrito criado pela Lei n° 840 de 03/10/1902, com as divisas do distrito policial de Vila Bonfim[7][8].
- Decreto n° 11.069 de 04/05/1940 - Altera a denominação para Bonfim[9].
- Decreto-Lei n° 14.334 de 30/11/1944 - Altera a denominação para Gaturamo[10].
- Lei n° 2.456 de 30/12/1953 - Altera a denominação para Bonfim Paulista[11].

### Pedidos de emancipação
O distrito tentou a emancipação político-administrativa e ser elevado à município, através de processos que deram entrada na Assembléia Legislativa do Estado de São Paulo nos anos de 1963 e 1990, mas como nenhum deles atendia os requisitos necessários exigidos por lei para tal finalidade, os processos foram arquivados.

## Geografia

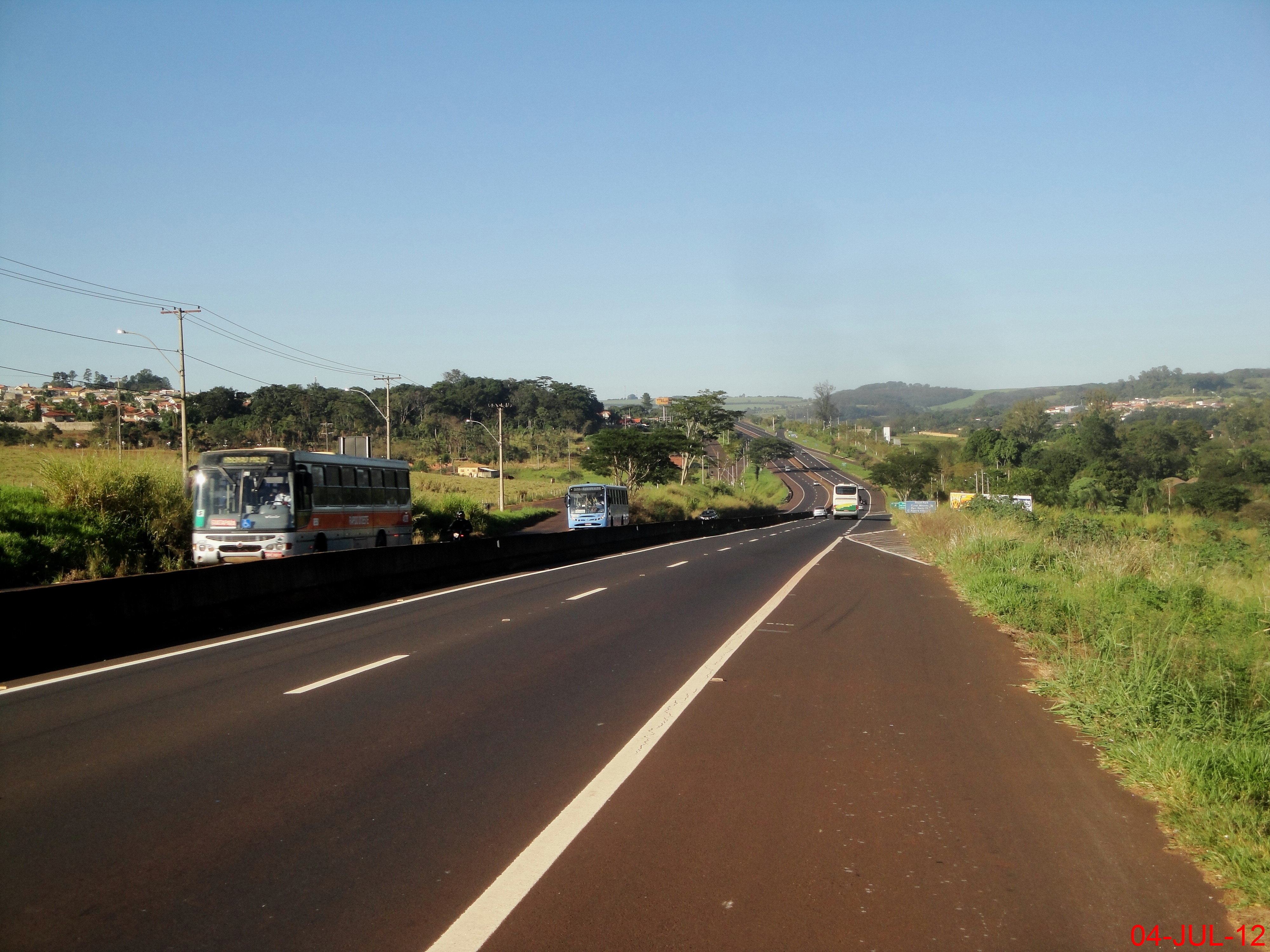
SP-328 sentido Ribeirão Preto - Bonfim Paulista.

### Localização
Dista 12 km do centro de Ribeirão Preto e 321 km da capital paulista. Faz divisa com os municípios de Cravinhos e Guatapará, além do distrito sede.

### Expansão urbana
A partir do início dos anos 90, o distrito de Bonfim Paulista, meio que à parte, acabou se integrando a uma região de grande expansão e valorização imobiliária da cidade de Ribeirão Preto: a Zona Sul. Assim, o antigo e atual se misturam, criando um cenário único de divisão econômica e cultural, que o tempo e a história vão se encarregando de desenhar.

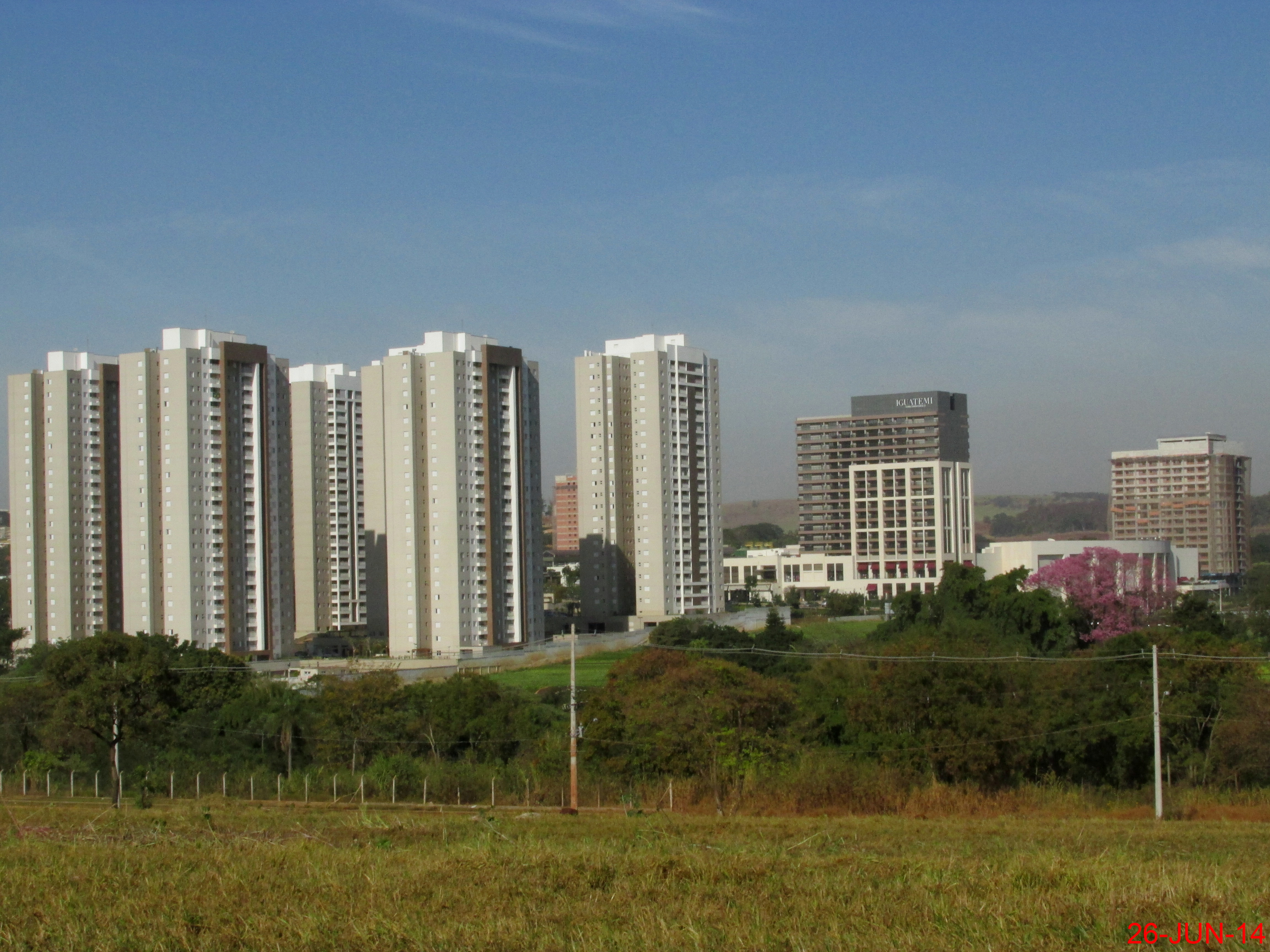
Aspecto da expansão urbana de Bonfim Paulista.

Nas últimas décadas, inúmeros empreendimentos imobiliários de alto padrão, de condomínios fechados de casas e de prédios, bem ao estilo contemporâneo, se misturaram à paisagem do distrito, e de certa forma isolaram o centro do distrito. De modo geral, diferente de outras localidades, o centro do distrito ainda conserva sua identidade e referências culturais.
Hoje o mercado imobiliário de Bonfim Paulista e em seu entorno é altamente valorizado. No início dos anos 1990, o território do distrito vivenciou o começo da expansão de condomínios fechados de alto padrão, que hoje chega a 95 loteamentos / condomínios horizontais aprovados, englobando inclusive o Shopping Iguatemi, sendo o distrito estratégico do ponto de vista de comércio e serviços.

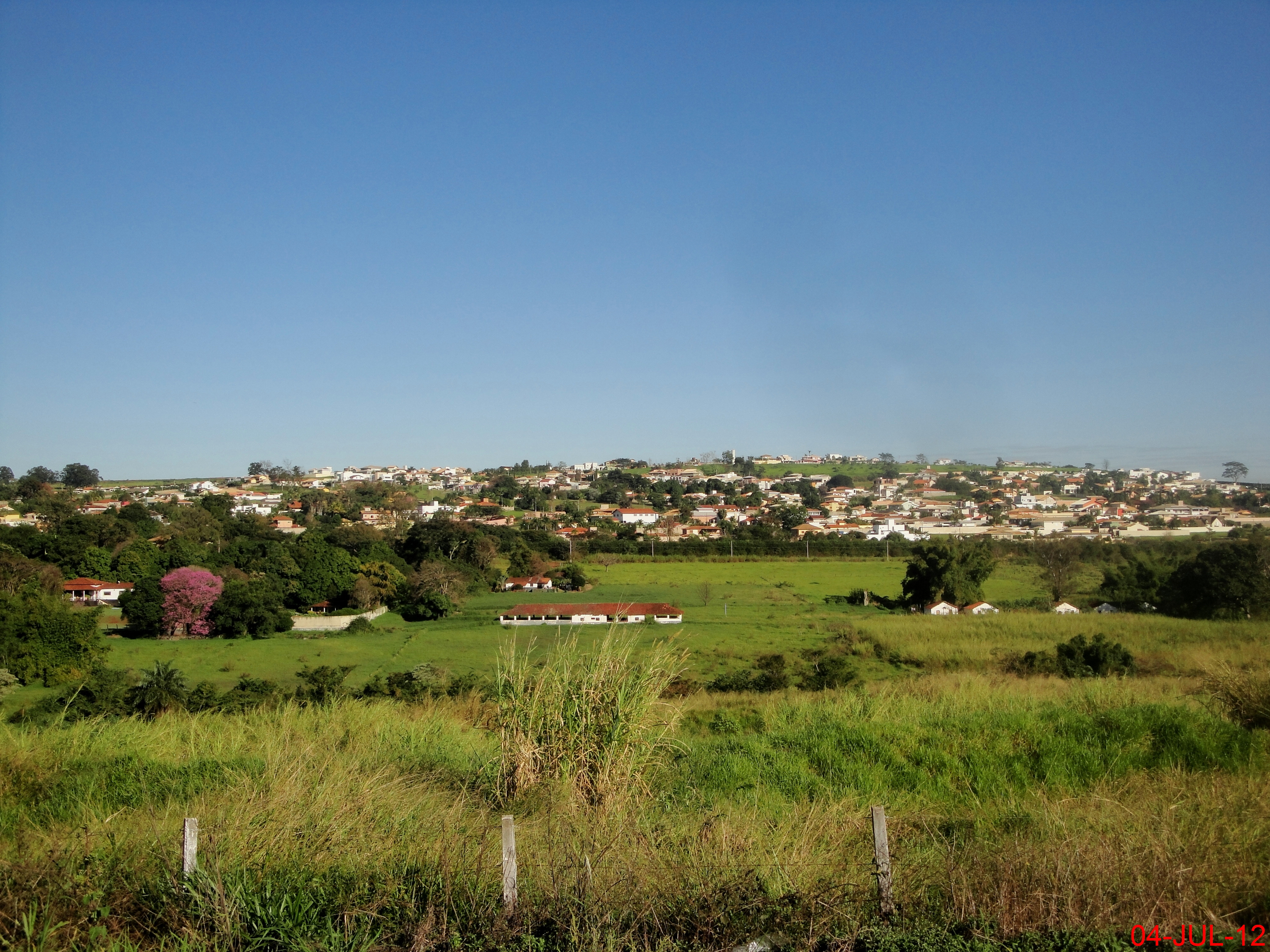
Condomínios fechados em Bonfim Paulista.

### Demografia

#### População urbana
| Crescimento população urbana | Crescimento população urbana | Crescimento população urbana | Crescimento população urbana |
| Censo                        | Pop.                         |                              | %±                           |
| ---------------------------- | ---------------------------- | ---------------------------- | ---------------------------- |
| 1934                         | 971                          |                              |                              |
| 1940                         | 924                          |                              | −4,8%                        |
| 1950                         | 976                          |                              | 5,6%                         |
| 1960                         | 1 449                        |                              | 48,5%                        |
| 1970                         | 3 240                        |                              | 123,6%                       |
| 1980                         | 5 200                        |                              | 60,5%                        |
| 1991                         | 6 860                        |                              | 31,9%                        |
| 2000                         | 9 095                        |                              | 32,6%                        |
| 2010                         | 11 494                       |                              | 26,4%                        |
| Fonte: IBGE e Fundação SEADE |                              |                              |                              |

#### População total
Pelo Censo 2010 (IBGE) a população total do distrito era de 11 821 habitantes.

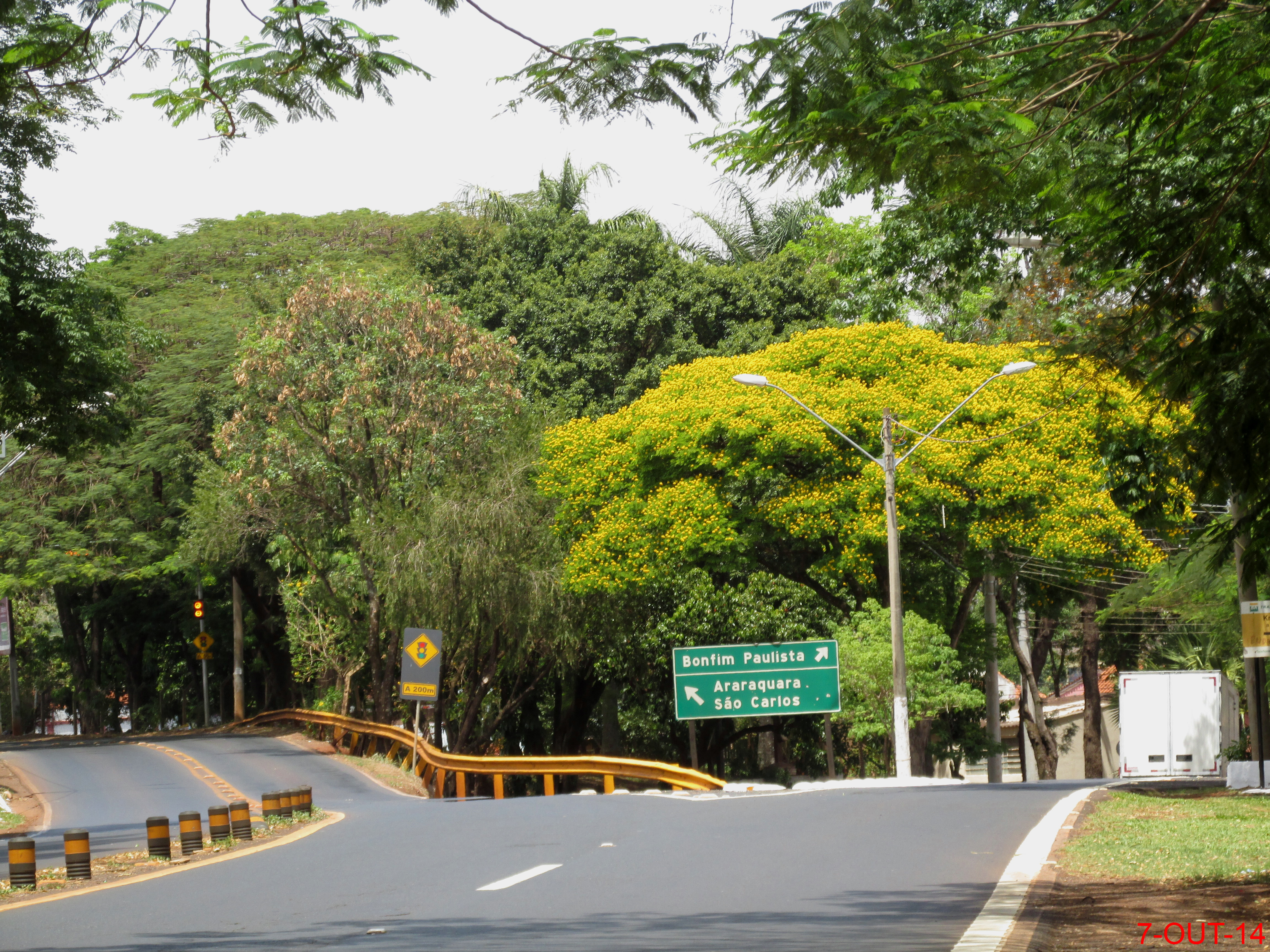
Entrada do distrito na SP-328 vindo de Ribeirão Preto.

### Área territorial
A área territorial do distrito é de 177,355 km².

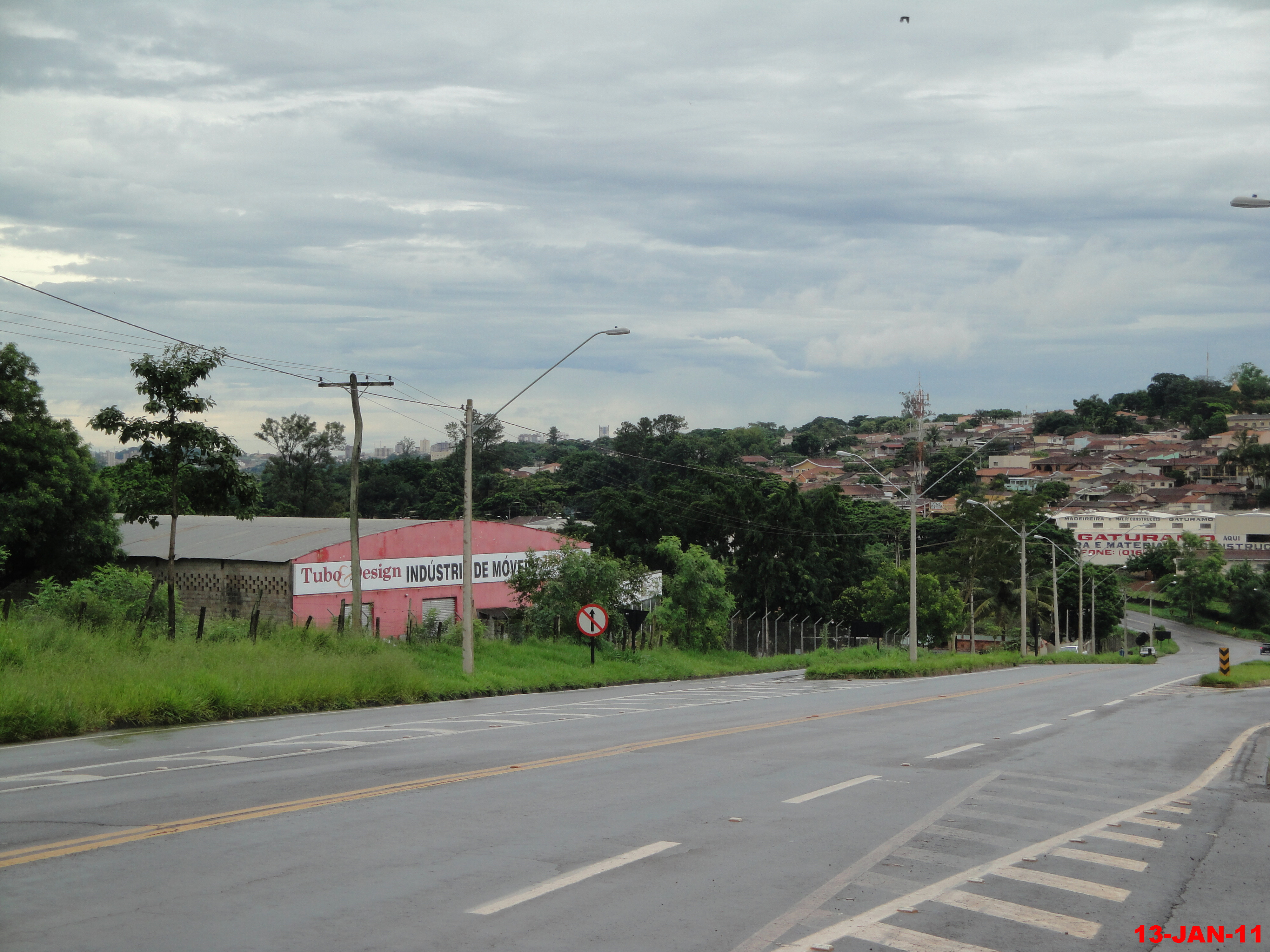
Chegando em Bonfim Paulista vindo da SP-255.

### Rodovias
Seu principal acesso é a Rodovia José Fregonezi (SP-328), que faz a ligação do distrito com a cidade de Ribeirão Preto, com a Rodovia Prefeito Antônio Duarte Nogueira (SP-322) e com a Rodovia Antônio Machado Sant'anna (SP-255).

### Hidrografia
- Ribeirão Preto, que dá nome à cidade.

### Clima
O clima de Bonfim Paulista é caracterizado tropical semiúmido (tipo Aw na classificação climática de Köppen-Geiger), com estação chuvosa no verão e estação seca no inverno. As temperaturas médias são superiores a 18 °C em todos os meses do ano, sendo a média anual em torno dos 22 °C, e índice pluviométrico de aproximadamente 1 480 mm/ano, concentrados entre os meses de outubro e abril, sendo dezembro o mês de maior precipitação.
| Dados climatológicos para Ribeirão Preto (Bonfim Paulista) | Dados climatológicos para Ribeirão Preto (Bonfim Paulista) | Dados climatológicos para Ribeirão Preto (Bonfim Paulista) | Dados climatológicos para Ribeirão Preto (Bonfim Paulista) | Dados climatológicos para Ribeirão Preto (Bonfim Paulista) | Dados climatológicos para Ribeirão Preto (Bonfim Paulista) | Dados climatológicos para Ribeirão Preto (Bonfim Paulista) | Dados climatológicos para Ribeirão Preto (Bonfim Paulista) | Dados climatológicos para Ribeirão Preto (Bonfim Paulista) | Dados climatológicos para Ribeirão Preto (Bonfim Paulista) | Dados climatológicos para Ribeirão Preto (Bonfim Paulista) | Dados climatológicos para Ribeirão Preto (Bonfim Paulista) | Dados climatológicos para Ribeirão Preto (Bonfim Paulista) | Dados climatológicos para Ribeirão Preto (Bonfim Paulista) |
| Mês                                                        | Jan                                                        | Fev                                                        | Mar                                                        | Abr                                                        | Mai                                                        | Jun                                                        | Jul                                                        | Ago                                                        | Set                                                        | Out                                                        | Nov                                                        | Dez                                                        | Ano                                                        |
| ---------------------------------------------------------- | ---------------------------------------------------------- | ---------------------------------------------------------- | ---------------------------------------------------------- | ---------------------------------------------------------- | ---------------------------------------------------------- | ---------------------------------------------------------- | ---------------------------------------------------------- | ---------------------------------------------------------- | ---------------------------------------------------------- | ---------------------------------------------------------- | ---------------------------------------------------------- | ---------------------------------------------------------- | ---------------------------------------------------------- |
| Temperatura máxima média (°C)                              | 29                                                         | 29,1                                                       | 29,1                                                       | 28,1                                                       | 26                                                         | 25,2                                                       | 25,6                                                       | 27,2                                                       | 28,4                                                       | 28,9                                                       | 28,7                                                       | 29                                                         | 27,9                                                       |
| Temperatura média (°C)                                     | 23,7                                                       | 23,6                                                       | 23,2                                                       | 21,9                                                       | 19,8                                                       | 18,2                                                       | 18                                                         | 20                                                         | 21,6                                                       | 22,8                                                       | 23,1                                                       | 23,2                                                       | 21,6                                                       |
| Temperatura mínima média (°C)                              | 18,4                                                       | 18,2                                                       | 17,4                                                       | 15,7                                                       | 13,6                                                       | 11,2                                                       | 10,5                                                       | 12,9                                                       | 14,9                                                       | 16,7                                                       | 17,5                                                       | 17,5                                                       | 15,4                                                       |
| Precipitação (mm)                                          | 255                                                        | 215                                                        | 160                                                        | 72                                                         | 47                                                         | 40                                                         | 25                                                         | 25                                                         | 54                                                         | 135                                                        | 183                                                        | 266                                                        | 1 477                                                      |
| Fonte: Climate-Data.org                                    |                                                            |                                                            |                                                            |                                                            |                                                            |                                                            |                                                            |                                                            |                                                            |                                                            |                                                            |                                                            |                                                            |

## Serviços públicos

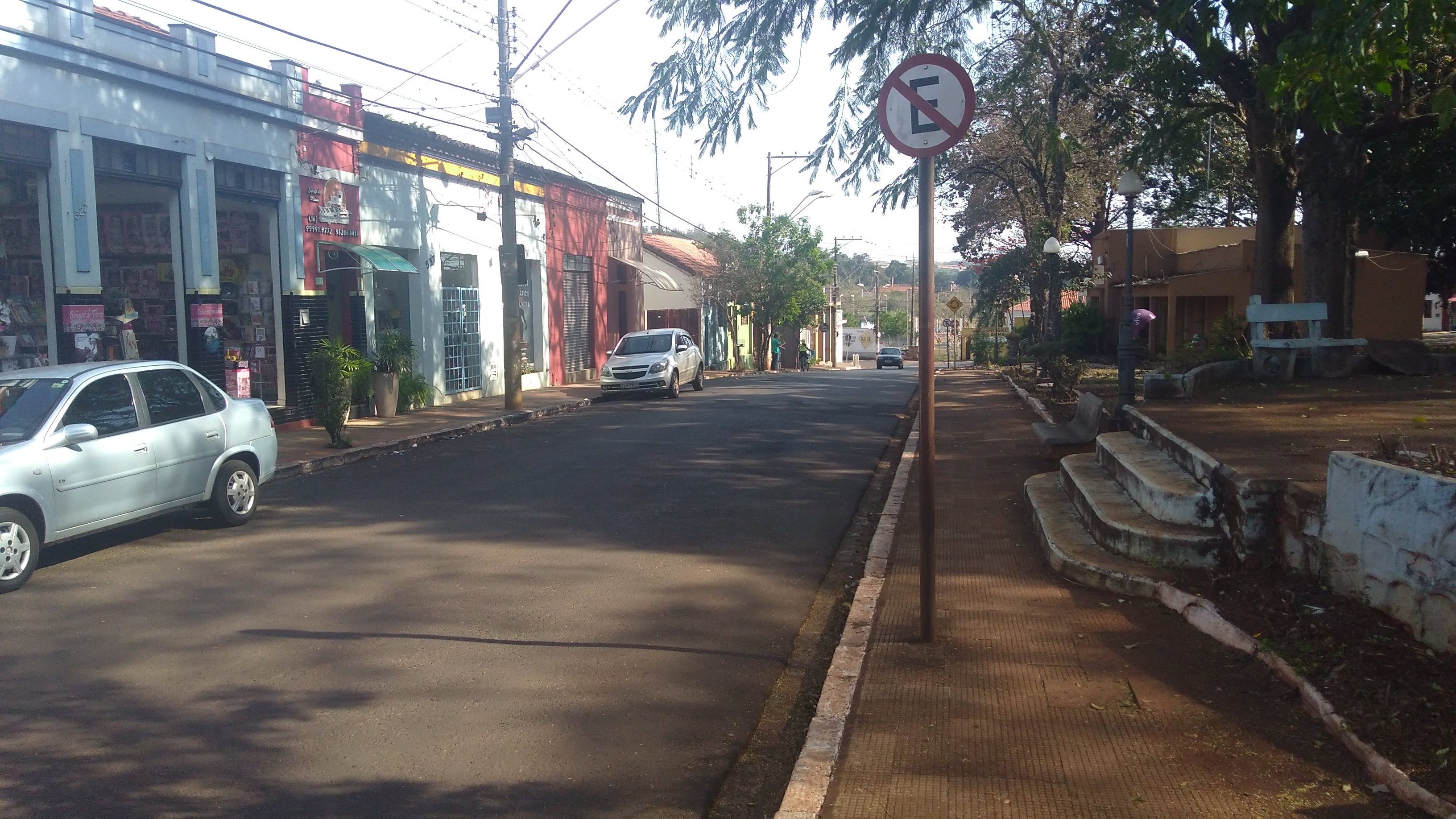
Aspecto local.

### Administração
- Administração Regional de Bonfim Paulista[21].

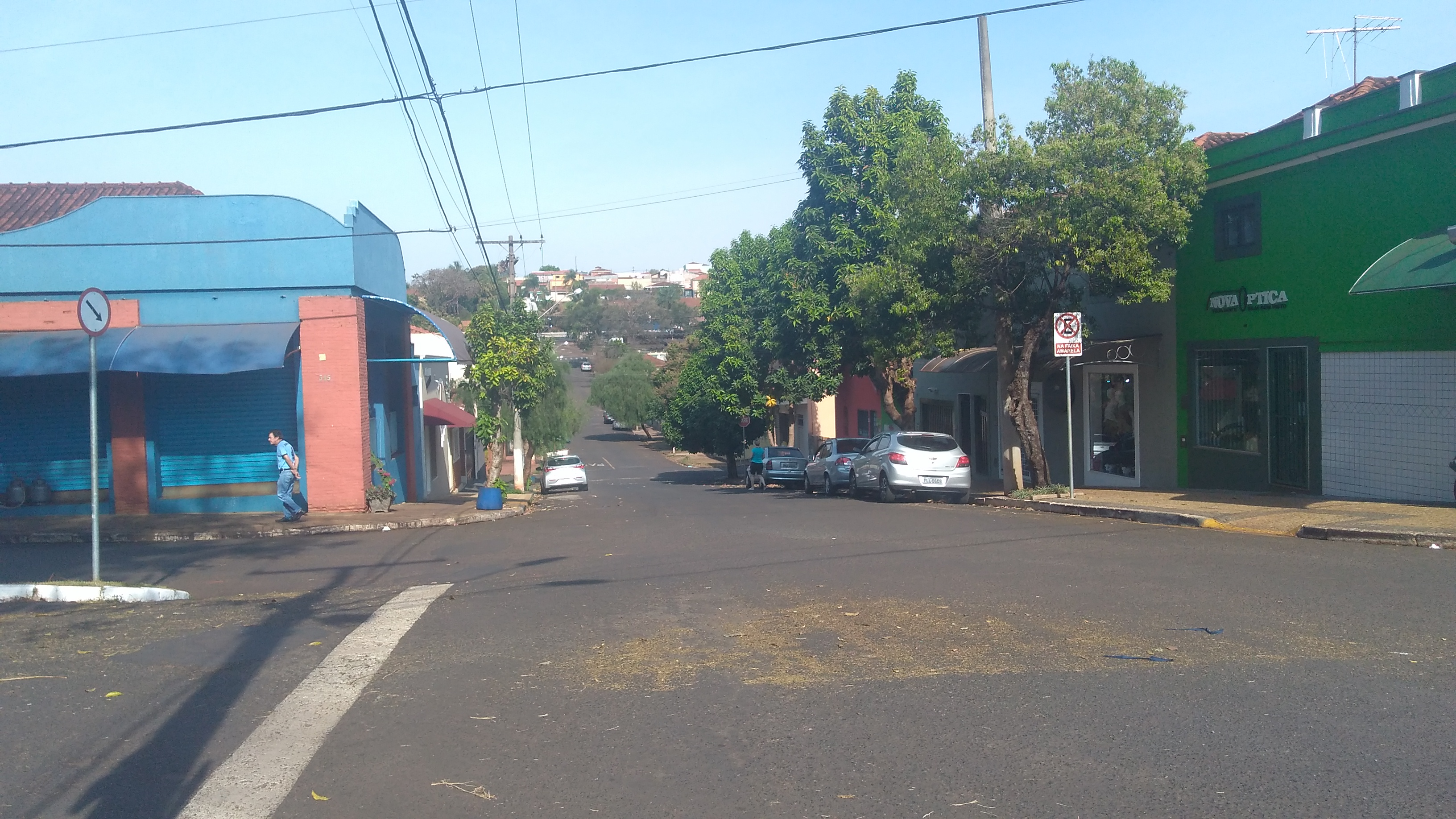
Aspecto local.

### Registro civil
Atualmente é feito no próprio distrito, pois o Cartório de Registro Civil das Pessoas Naturais ainda continua ativo. Os primeiros registros dos eventos vitais realizados neste cartório são:
- Nascimento: o primeiro registro de nascimento foi de Alfredo Pujol em 12/01/1903
- Casamento: 30/01/1903
- Óbito: 12/01/1903

### Transportes

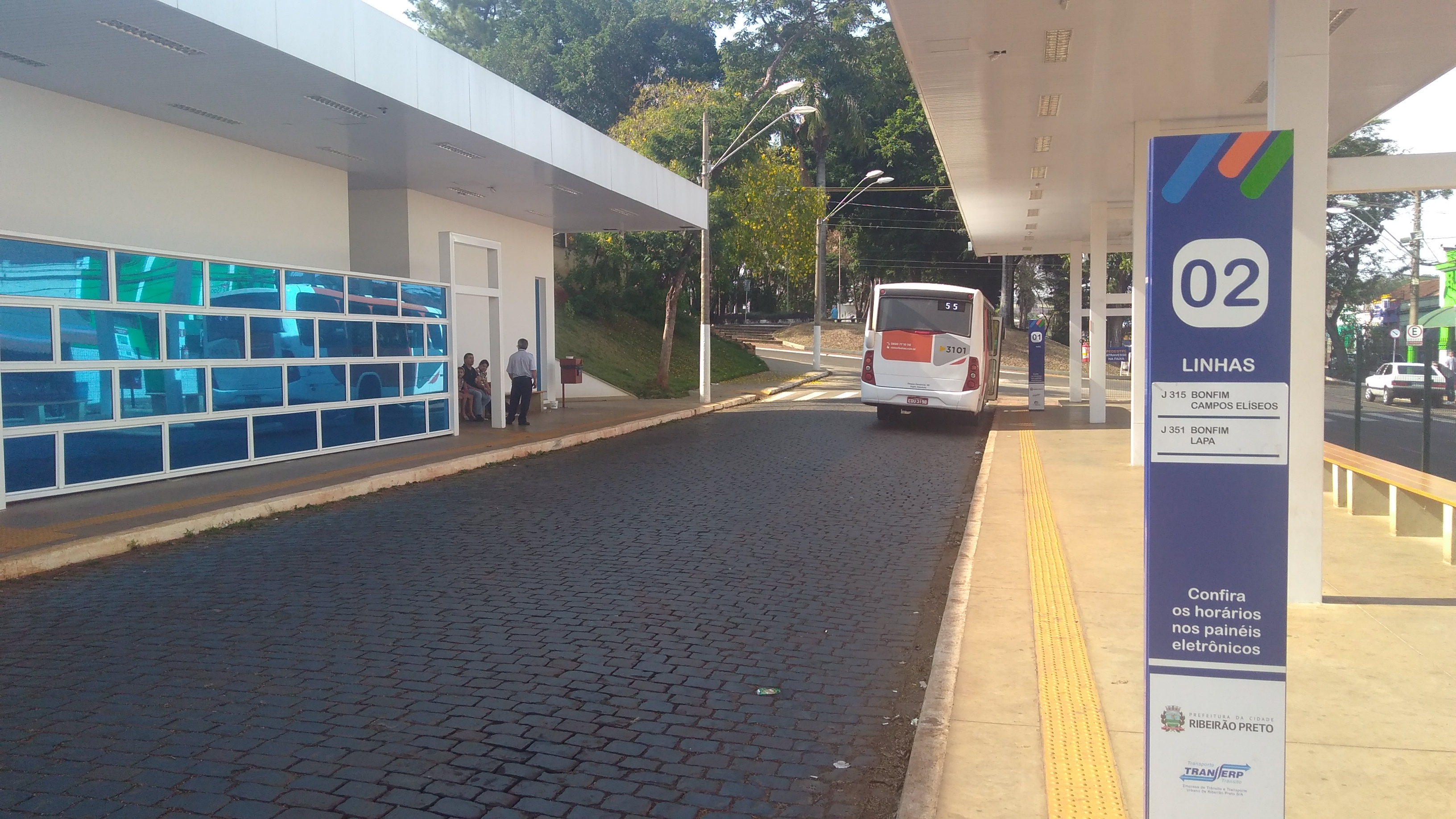
Terminal de ônibus.

Bonfim Paulista é atendido pela Empresa de Mobilidade Urbana de Ribeirão Preto (RPmobi), que opera as linhas do transporte coletivo municipal, com rotas efetuando a ligação ao Quadrilátero Central e linhas internas, entre os bairros do Distrito.
As linhas que cumprem a ligação Centro-Bonfim são:
- 005 - Noturno Sul
- 315 - Bonfim Paulista - Campos Elíseos
- 351 - Bonfim Paulista - Lapa

As linhas alimentadoras, que circulam no Distrito são:
- 035 - Alphaville
- 055 - Royal Park
- 065 - Jardim Emília
- 075 - Alto do Bonfim
- 085 - Jardim São Fernando
- 095 - Jardim Santa Cecília

Já as linhas suburbanas, responsáveis pela ligação entre Ribeirão Preto e municípios limítrofes que realizam paradas no Terminal de Integração são:
- Ribeirão Preto - Cravinhos via Bonfim

### Saneamento
O serviço de abastecimento de água é feito pela Secretaria de Água e Esgoto de Ribeirão Preto (SAERP).

### Energia
A responsável pelo abastecimento de energia elétrica é a CPFL Paulista, distribuidora do grupo CPFL Energia.

### Telecomunicações
O distrito passou a ser atendido pela Centrais Telefônicas de Ribeirão Preto (CETERP) em 1969, que inaugurou a central telefônica utilizada até os dias atuais. Posteriormente esta empresa foi vendida juntamente com a Telecomunicações de São Paulo (TELESP) para a Telefônica, que em 2012 adotou a marca Vivo para suas operações.

## Lazer

### Shopping Iguatemi Ribeirão Preto

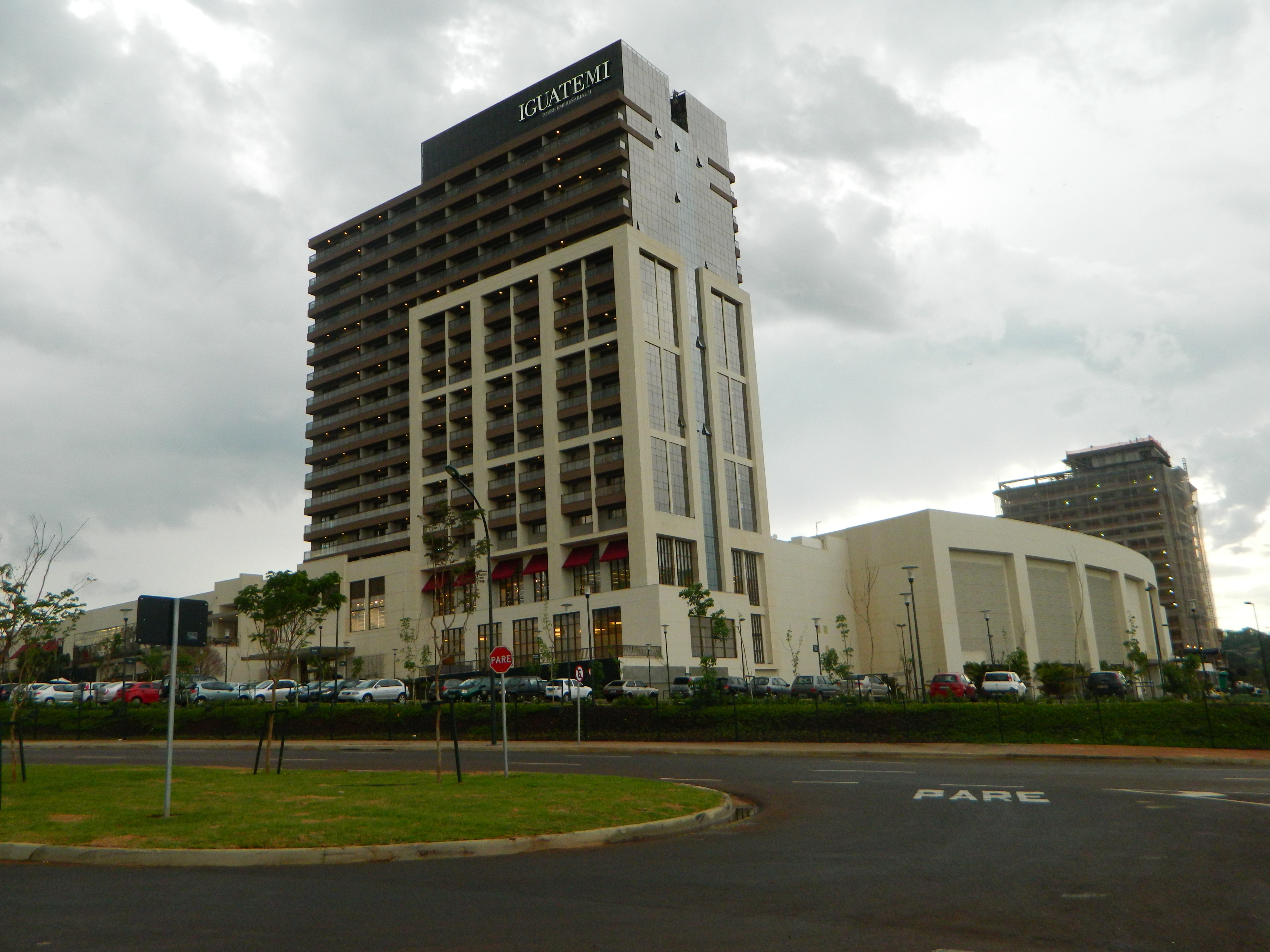
Iguatemi Ribeirão Preto.

O Iguatemi Ribeirão Preto, inaugurado em 30/09/2013, apresenta uma arquitetura ímpar, que encanta com a presença de grandes skylights e com o jardim em seu Open Mall.
O shopping possui um mix completo e um pólo gastronômico com renomados restaurantes. Possui 171 lojas instaladas em dois pisos, 6 salas de cinema e 2.900 vagas de estacionamento, numa área de 43.648 m².
Possui boa localização e fácil acesso, tanto para quem mora em Bonfim Paulista como em Ribeirão Preto, e também visitantes de outras cidades, pois fica próximo da Rodovia SP-322.
Desde sua inauguração o Iguatemi Ribeirão Preto transformou positivamente seu entorno, contribuindo para o desenvolvimento da região, atraindo investimentos do setor imobiliário e melhorias de infraestrutura urbana e viária.

## Religião

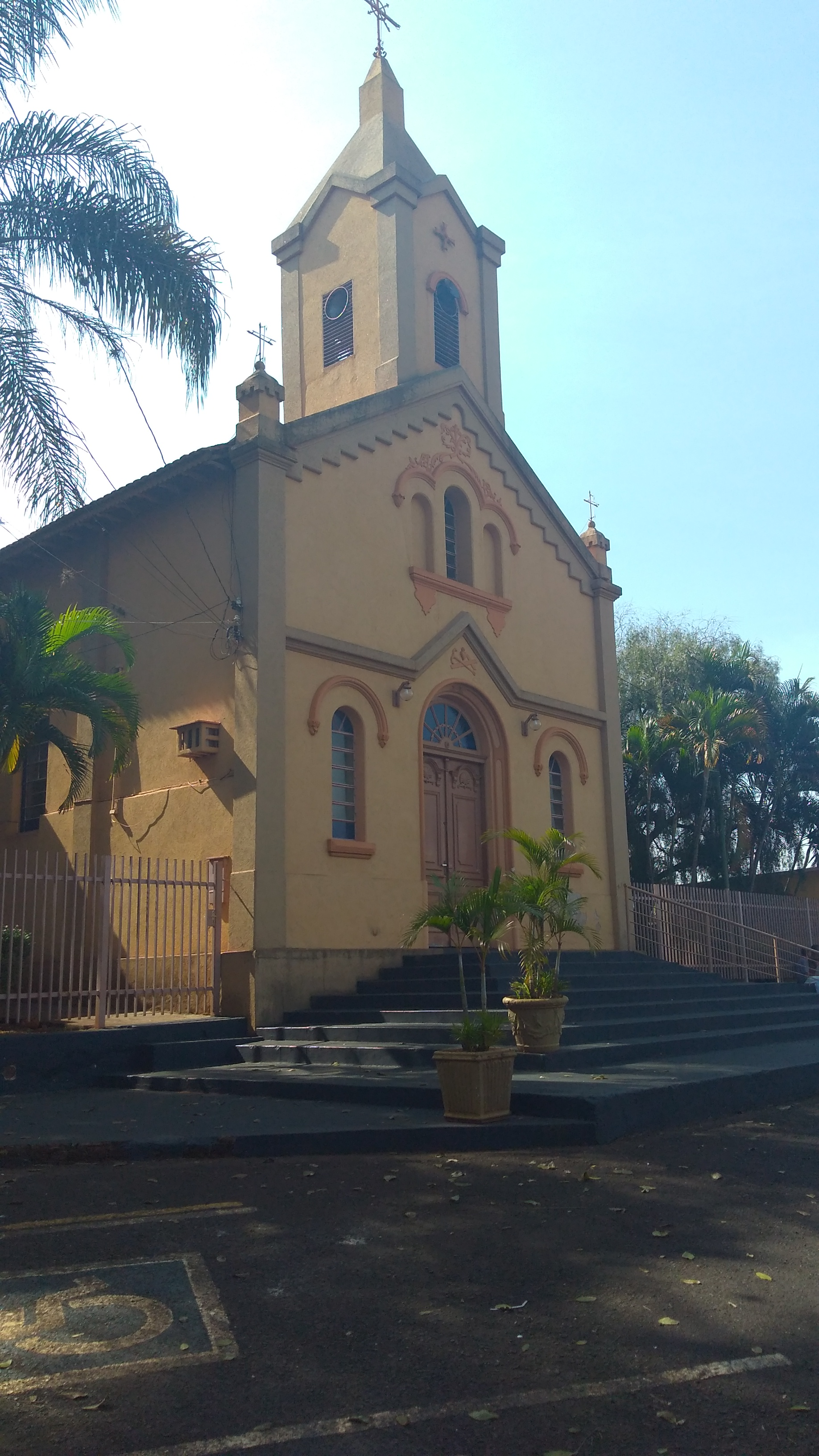
Igreja.

O Cristianismo se faz presente no distrito da seguinte forma:

### Igreja Católica
- A igreja faz parte da Arquidiocese de Ribeirão Preto[34].

### Igrejas Evangélicas
- Assembleia de Deus - O distrito possui uma congregação da Assembleia de Deus de Ribeirão Preto - Missão[35].
- Congregação Cristã no Brasil[36].
- Igreja Batista
- Igreja Cristã Maranata
- Igreja Internacional da Graça de Deus